# St. Stephanus (Esting)

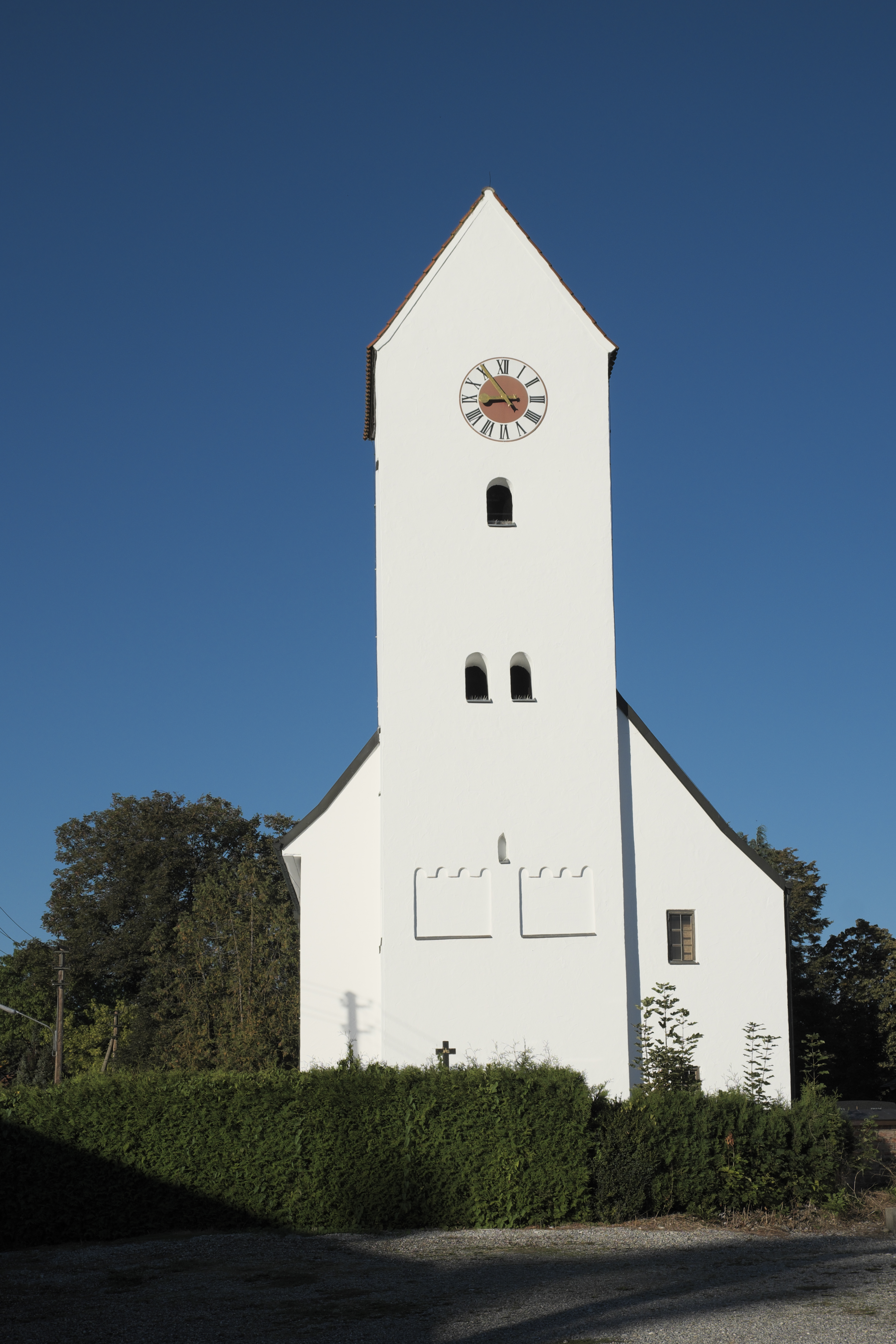
Filialkirche St. Stephanus

Die katholische Filialkirche St. Stephanus ist eine romanische Kirche in Esting, einem Ortsteil der Stadtgemeinde Olching im oberbayerischen Landkreis Fürstenfeldbruck.

## Geschichte
Die Kirche wurde im ersten Viertel des 13. Jahrhunderts errichtet und ist damit das älteste erhaltene Baudenkmal im Gemeindegebiet von Olching. Sie war wie die Olchinger Kirche ursprünglich eine Filiale der Pfarrei Emmering (heute eine Filialkirche der Pfarrei St. Elisabeth in Esting).

## Baubeschreibung
Die Kirche steht unter Denkmalschutz (Nummer D-1-79-142-3) und wird folgendermaßen beschrieben: „Romanische Chorturmanlage des 1. Viertel 13. Jahrhundert, Erweiterung des Langhauses 2. Hälfte 17. Jahrhundert; mit Ausstattung.“

## Orgel

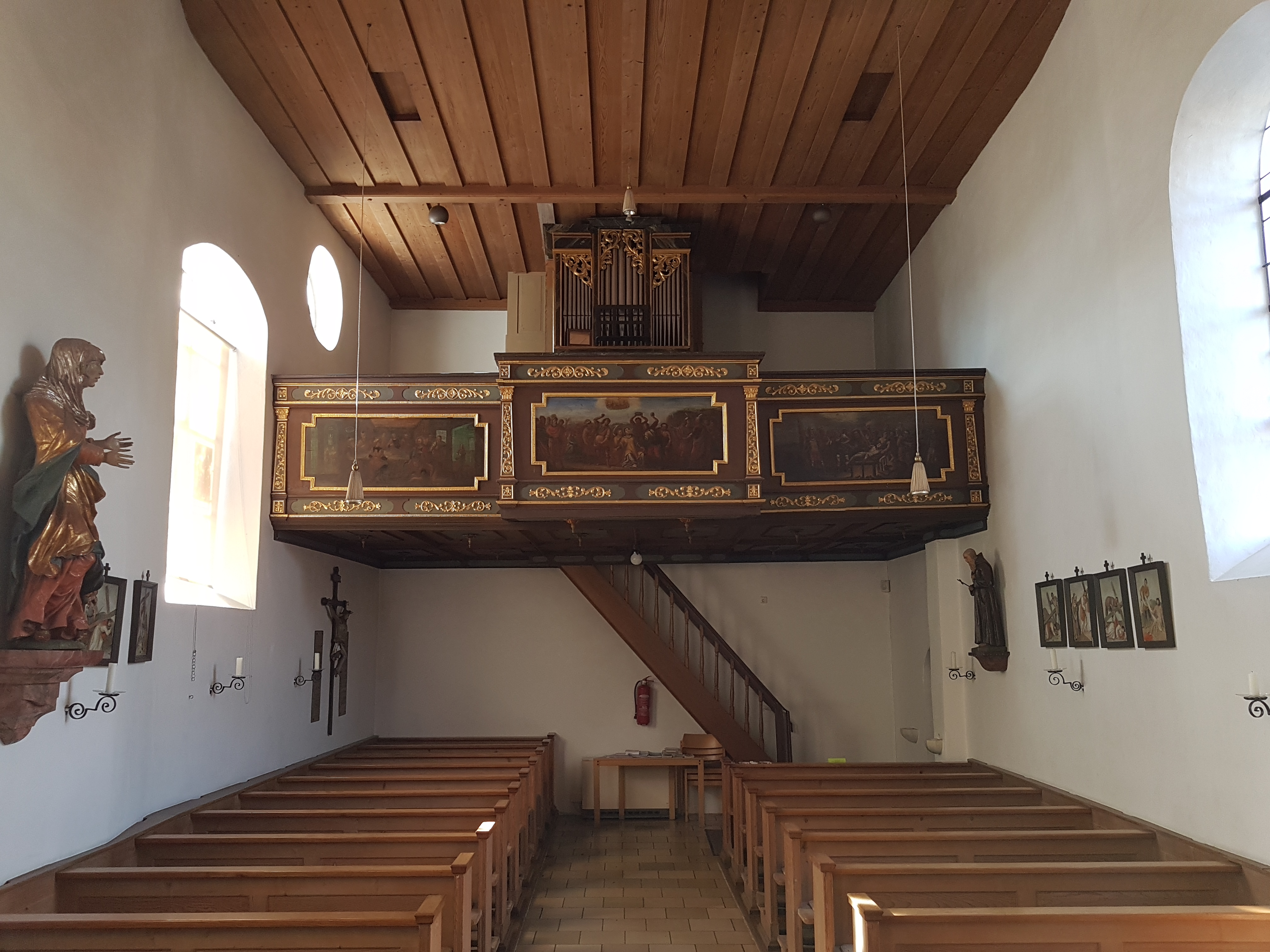
Orgel

Die rein mechanische Schleifladen-Orgel mit sechs Registern auf einem Manual und Pedal wurde 1736 von Johann Georg Fux erbaut. Sie ist eine der wenigen erhaltenen Instrumente dieses Orgelbauers. Vermutlich stammt sie aus dem Kloster Fürstenfeld und kam 1880 über Emmering hierher. Sie wurde zuletzt 2002 von Johannes Führer restauriert. Die Disposition lautet:
| Manual C–c3 |           |
| Gedeckt     | 8′        |
| Principal   | 4′        |
| Flöte       | 4′        |
| Octav       | 2′        |
| Mixtur      | 1′ + 2⁄3′ |

| Pedal C–c1 |     |
| Subbaß     | 16′ |